# Pieter Corneliszoon Hooft

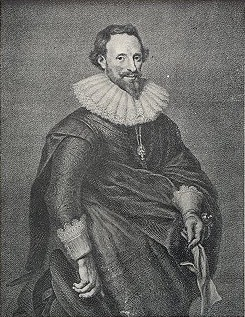
Pieter Corneliszoon Hooft.

Pieter Corneliszoon Hooft, född 16 mars 1581 i Amsterdam, död 21 maj 1647 i Haag, var en nederländsk diktare, dramatiker och historiker.
Hooft företog 1598–1601 en resa genom Frankrike, Italien och Tyskland samt blev 1609 drost i Muiden. Som skald bildade han sig efter romerska och italienska mönster; jämte Jacob Cats, Joost van den Vondel, Constantijn Huygens och Gerbrand Adriaensz. Bredero skapade han en period av klassisk blomstring i Nederländernas vitterhet. 
Förutom dramat Achilles en Polyxena (1598), det efter Plautus gjorda lustspelet Warenar (1615), herdespelet Granida (1615) samt tragedierna Gheraert van Velzen (1613) och Baeto (1626) har hans sonetter, hjältedikter och satirer ådragit sig stor uppmärksamhet. Stor förtjänst om den nederländska nationallitteraturen inlade han även genom sina historiska arbeten. Han var den förste, som på modersmålet skildrade Nederländernas öden, med Tacitus som förebild, i Nederlandsche historien (1641). Henrik IV:s av Frankrike liv tecknade han i Het leven van koning Hendrik IV (1626). Hans brev utgavs i fyra band 1855–57.